# Đa Luân
Đa Luân (giản thể: 多伦县; phồn thể: 多倫縣; bính âm: Duōlún Xiàn) là một huyện của minh Xilin Gol, khu tự trị Nội Mông Cổ, Trung Quốc.

### Trấn
- Đại Bắc Câu (大北沟镇)
- Đa Luân Náo Nhĩ (多伦淖尔镇)

### Hương
- Đại Hà Khẩu (大河口乡)
- Sái Lâm Sơn (蔡木山乡)